# 航空博物馆

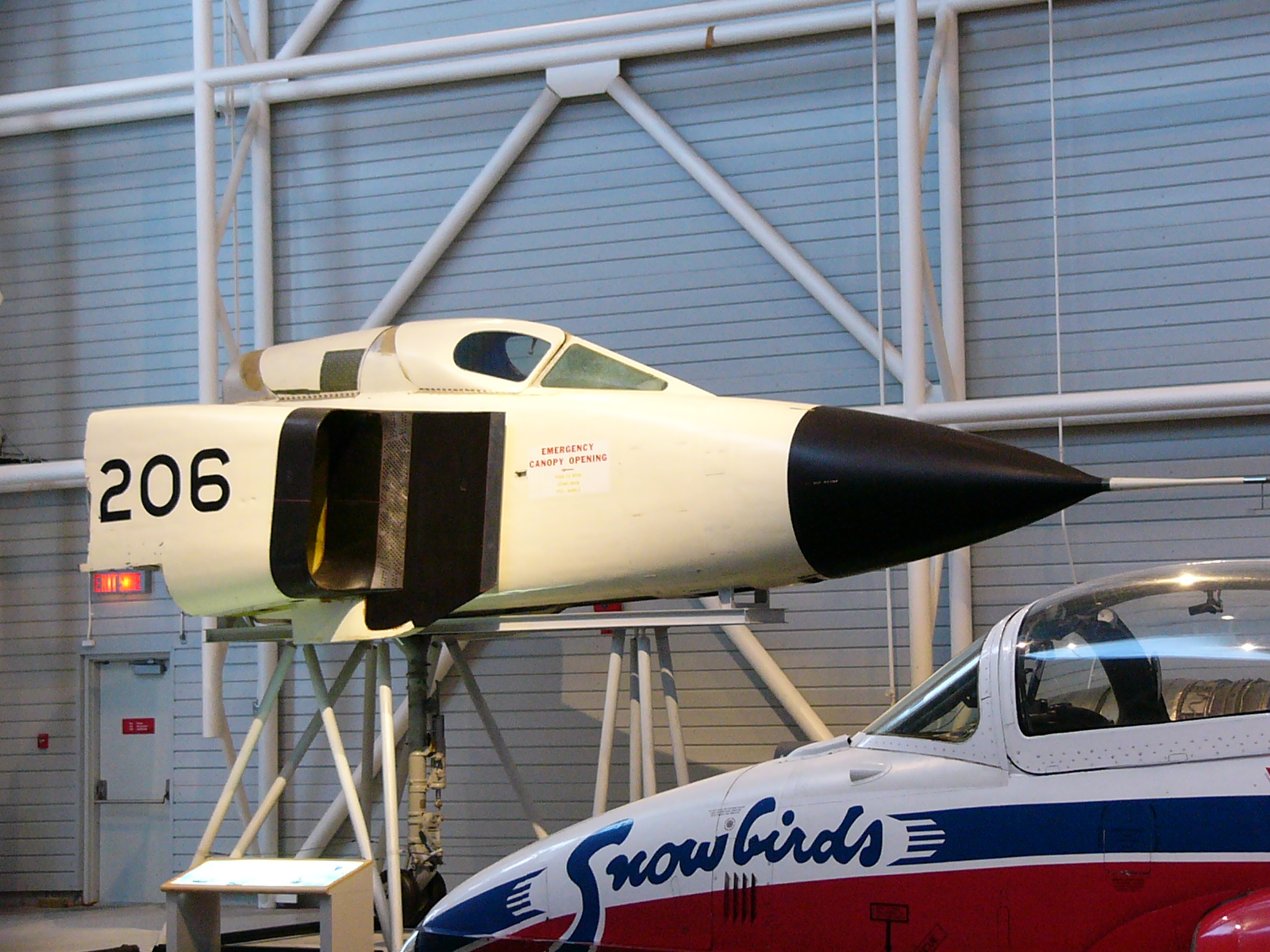
镇馆之宝：加拿大航空博物馆Avro Arrow RL 206的机头部分。

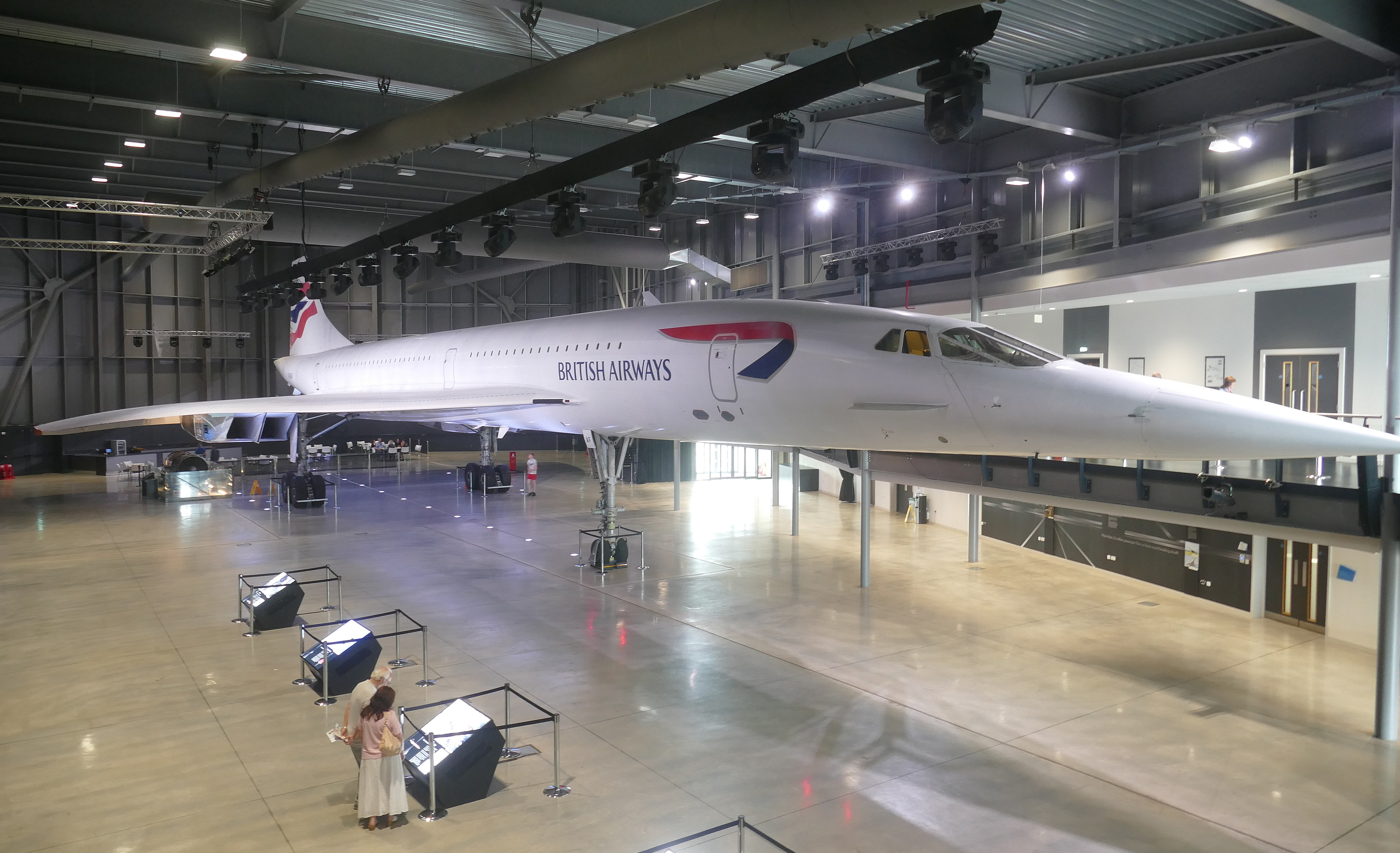
前英国航空公司协和式G-BOAF 在英国布里斯托尔航空航天博物馆

航空博物馆或航天博物馆是展示航空历史和文物的博物馆。除了各类实体、复制品或精确复制的飞机，展品还可以包括照片、地图、模型、立体模型、飞行员使用的服装和设备。 
航空博物馆的规模从仅容纳一两架飞机到数百架不等。它们可能归国家、地区或地方政府所有，也可能为私人所有。一些博物馆还展示了太空探索的历史和文物，展示了航空与航天之间的密切联系。
许多航空博物馆专注于军事或民用航空，或者在一个特定时代的航空史，如先锋航空或随后的“黄金时代”的世界大战之间，二战中的飞机或航空器的特定类型，如滑翔机. 
航空博物馆可能只在地面上展示他们的飞机或其中的部分。不再起飞他们的飞机的博物馆已经决定不这样做，因为飞机通常无法飞行，或者因为它们过于稀有或太贵了。博物馆可能会在航展或其他与航空相关的活动中驾驶他们的飞机，同时承受飞行它们所带来的风险。  
一些博物馆有成套的期刊、技术手册、照片和个人档案。这些通常提供给航空研究人员用于撰写文章或书籍，或者提供给致力于修复飞机的飞机修复专家。  
以下目前具备一定规模的航空博物馆：
- 中国航空博物馆，位于北京
- 航空博物館 (貝爾格勒)
- 泰国皇家空军博物馆
- 菲律宾空军博物馆
- 美国国家航空航天博物馆
- 瑞士交通博物馆

## 拓展阅读
- . Museum International. July 1997, XLIX (3)  [11 May 2020]. （原始内容存档于2022-01-11）.
- Tidwell, Robert William.  (学位论文). 缺少或|title=为空 (帮助)